# 戸田忠言
戸田 忠言（とだ ただとき）は、下野足利藩の第4代藩主。宇都宮藩戸田家分家4代。
享保12年（1727年）、第3代藩主・戸田忠位の長男として生まれる。元文元年（1736年）に父が死去したため家督を継いだ。寛保2年（1742年）12月18日、従五位下・大炊頭に叙位・任官する。寛延2年（1749年）11月11日に大坂定番に任じられる。明和元年（1764年）6月21日に奏者番に任じられる。明和2年（1765年）、長門守に遷任する。
安永3年（1774年）12月14日に死去した。享年48。跡を八男の忠喬が継いだ。

## 系譜
父母
- 戸田忠位（父）
- 高階氏 ー 側室（母）

正室
- 毛利高慶の娘

側室
- 丸野氏

子女
- 戸田忠如（長男）生母は正室
- 戸田忠春（五男）
- 安藤定意正室
- 徳山頼福室、生母は丸野氏（側室）
- 川口恒久室
- 河野通成室、生母は丸野氏（側室）
- 戸田忠佼（七男）生母は丸野氏（側室）
- 戸田忠喬（八男）生母は丸野氏（側室）